# Вудфорд (округ, Иллинойс)
Ву́дфорд (англ. Woodford) — округ в штате Иллинойс, США. По данным переписи 2010 года численность населения округа составила 38 664 чел., по сравнению с переписью 2000 года оно увеличилось на 9,0 %. Окружной центр округа Вудфорд — город Юрика.

## История
Округ Вудфорд сформирован в 1841 году из округа Тазуэлл. Название получил в честь округа Вудфорд в штате Кентукки, названного так в честь генерала Уильяма Вудфорда, который был вместе с Джорджем Вашингтоном в Валли-Фордж.

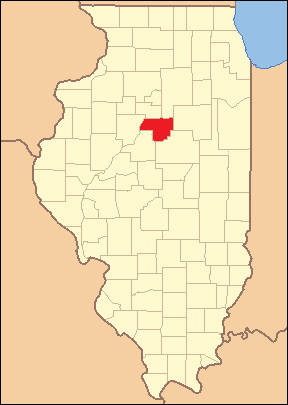
Территория округа после его формирования

## География
Общая площадь округа — 1405,4 км² (542,64 миль²), из которых 1367,0 км² (527,8 миль²) или 97,27 % суши и 38,4 км² (14,84 миль²) или 2,73 % водной поверхности.

### Климат
Округ находится в зоне климата континентального типа. Температура варьируется в среднем от минимальных -11 °C в январе до максимальных 30 °C в июле. Рекордно низкая температура была зафиксирована в феврале 1905 года и составила -33 °C, а рекордно высокая температура была зарегистрирована в июле 1936 года и составила 44 °C. Среднемесячное количество осадков — от 44 мм в январе до 107 мм в мае.

### Соседние округа
Округ Вудфорд граничит с округами:
- Маршалл — на севере
- Ла-Салл — на северо-востоке
- Ливингстон — на востоке
- Маклин — на юге-востоке
- Тазуэлл — на юго-западе
- Пеория — на западе

### Основные автомагистрали
| Автомагистраль                 | Длина     | Начальный пункт    | Конечный пункт               | Год образования |
| ------------------------------ | --------- | ------------------ | ---------------------------- | --------------- |
| Межштатная автомагистраль I-39 | 492,68 км | Нормал, Иллинойс   | Ротсчайлд, Висконсин         |                 |
| Межштатная автомагистраль I-74 | 690,1 км  | Давенпорт, Айова   | Ламбертон, Северная Каролина |                 |
| Шоссе US-24                    | 2478 км   | Кларкстон, Мичиган | Минчерн, Колорадо            | 1926            |
| Шоссе US-51                    | 2070 км   | Лаплас, Луизиана   | Херли, Висконсин             | 1926            |
| Шоссе US-150                   | 919 км    | Молин, Иллинойс    | Маунт-Вернон, Кентукки       | 1926            |
| Трасса Illinois-26             | 224,26 км | Ист-Пеория         | Оринджвилл                   | 1918            |
| Трасса Illinois-89             | 89,29 км  | Метамора           | Ла-Моил                      | 1924            |
| Трасса Illinois-116            | 283,36 км | Гладстоун          | Ашкум                        | 1924            |
| Трасса Illinois-117            | 54,48 км  | Гудфилд            | Толука                       | 1924            |
| Трасса Illinois-251            | 217,78 км | Каппа              | Саут-Белойт                  | начало 1970-х   |

## Населённые пункты
| Населённый пункт | Статус         | Год основания | Площадь  | Население (2010) |
| ---------------- | -------------- | ------------- | -------- | ---------------- |
| Бей-Вью-Гарденс  | деревня        |               | 0,52 км² | 378 чел.         |
| Бенсон           | деревня        |               | 0,52 км² | 423 чел.         |
| Джермантаун-Хилс | деревня        | 1831          | 4,2 км²  | 3438 чел.        |
| Гудфилд          | деревня        | 1888          | 3,9 км²  | 560 чел.         |
| Каппа            | деревня        |               | 0,52 км² | 227 чел.         |
| Метамора         | деревня        | 1836          | 3,6 км²  | 3636 чел.        |
| Минонк           | город          | 1854          | 3,6 км²  | 2078 чел.        |
| Панола           | деревня        |               | 0,52 км² | 3162 чел.        |
| Роанок           | деревня        |               | 2,3 км²  | 45 чел.          |
| Секор            | деревня        |               | 0,78 км² | 373 чел.         |
| Спринг-Бей       | деревня        |               | 2,8 км²  | 452 чел.         |
| Уошберн          | деревня        |               | 1,8 км²  | 1155 чел.        |
| Эль-Пасо         | город          |               | 3,9 км²  | 2810 чел.        |
| Юрика            | окружной центр | 1855          | 7,0 км²  | 5295 чел.        |

## Демография
По данным переписи населения 2000 года, численность населения в округе составила 35 469 человек, насчитывалось 12 797 домовладений и 9802 семьи. Средняя плотность населения была 26 чел./км².
Распределение населения по расовому признаку:
- белые — 98,47 %
  - немецкого происхождения — 45,9 %
  - английского происхождения — 9,0 %
  - ирландского происхождения — 8,7 %
- афроамериканцы — 0,25 %
- коренные американцы — 0,17 %
- азиаты — 0,31 %
- латиноамериканцы — 0,68 % и др.

Из 12 797 домовладений в 35,4 % имели детей в возрасте до 18 лет, проживающих вместе с родителями, 67,5 % семей — супружеские пары, живущие вместе, 6,6 % — матери-одиночки, а 23,4 % не имели семьи. 20,5 % всех домовладений состояли из отдельных лиц и в 10,4 % из них проживали одинокие люди в возрасте 65 лет и старше. Средний размер домохозяйства 2,69 человека, а средний размер семьи — 3,12.
Распределение населения по возрасту:
- до 18 лет — 26,7 %
- от 18 до 24 лет — 8,7 %
- от 25 до 44 лет — 26,2 %
- от 45 до 64 лет — 23,6 %
- от 65 лет — 14,8 %

Средний возраст составил 38 лет. На каждые 100 женщин приходилось 95,5 мужчин. На каждые 100 женщин возрастом 18 лет и старше приходилось 92,9 мужчин.
Средний доход на домовладение — $ 51 394, а средний доход на семью — $ 58 305. Мужчины имеют средний доход от $ 42 150 против $ 25 251 у женщин. Доход на душу населения в округе — $ 21 956. Около 2,9 % семей и 4,3 % населения находились ниже черты бедности, в том числе 5,8 % из них моложе 18 лет и 4,2 % в возрасте 65 лет и старше.